# Ebodina circensis
Ebodina circensis es una especie de polillas de la familia Tortricidae. Se encuentra en Papúa Nueva Guinea.